# Језера у Бесном Фоку
Језера у Бесном Фоку налазе се у насељу Бесни Фок у београдској општини Палилула.
У овом насељу налазе се сва спојена језера, која су са једне стране у вези са Дунавом, а са друге преко канала Бук, са реком Тамиш. Сличних су димензија, дужине око 150 м, а ширине од 30-40 м, док је дубина језера до 2 м. Богата су рибом, а најчешће врсте које настањују ова језера су ббела риба, штука, шаран, смуђ и лињак.
Језера окружују листопадне шуме и шумарци, међу којим су најзаступљеније тополе, врбе и јасени, па је место погодно поред риболова и за камповање. Околина језера погодна је за лов, а шуме око језера настањује зец, дивља свиња, патке и фазани.